# Boskronkelsteeltje
Boskronkelsteeltje (Campylopus flexuosus) is een bladmos behorend tot de familie Leucobryaceae. 

## Determinatie
Boskronkelsteeltje vormt dichte, donkergroene gazons tot 6 centimeter hoog. De stengels hebben een roodbruin rhizoïde vilt. De bladeren zijn 5 tot 7 millimeter lang, rechtopstaand tot licht eenzijdig, lineair priemvormig met een buisvormige priem en getande bladpunt.
De bladnerf beslaat ongeveer een derde tot drie vijfde van de bladbreedte aan de bladbasis.
De duidelijk gescheiden bladvleugelcellen zijn meestal roodachtig of bruinachtig, de bladcellen van de bladbasis zijn rechthoekig en dikwandig, bovenaan kort rechthoekig tot ruitvormig.
Voor vegetatieve vermeerdering worden broedscheuten en broedknoppen gevormd. Bij het strijken over het gazon blijven deze erop liggen en vormen zo een off-road identificatiekenmerk.
Sporenkapsels zijn zelden aanwezig.
Campylopus flexuosus is in principe goed herkenbaar aan de bebladerde broedtakjes maar gezien de variabiliteit van de soort is oplettendheid geboden. In combinatie met het stengelvilt, de brede nerf en de gekleurde bladoortjes hoeven echter ook bij slecht ontwikkelde planten nooit fouten in de determinatie gemaakt te worden.

## Ecologie
Het komt algemeen voor op de zandgronden, vooral in lichte bossen en op de heide. De soort vermijdt kalk en groeit in bossen, heidevelden en heidevelden op ruwe humus, turf, verrot hout, op begroeide silicaatrotsen en aan de voet van bomen, vooral beuken of berken. Het kan worden gevonden van laaglanden tot bergachtige hoogten.

## Verspreiding
De suboceanische soort heeft zijn verspreidingsgebied in Europa van Midden-Italië tot Midden-Noorwegen, inclusief IJsland, de Faeröer en de Azoren; oosten naar de Tatra. In Duitsland is het heel algemeen.
Niet-Europese waarnemingen zijn te vinden in Centraal- en Zuidoost-Azië, in tropisch Afrika, in Noord- en Zuid-Amerika, Australië en Nieuw-Zeeland.
In Nederland komt het boskronkelsteeltje algemeen voor. Het staat niet op de rode lijst en is niet bedreigd.